# Вершинино (Томський район)
Верши́нино (рос. Вершинино) — село у складі Томського району Томської області, Росія. Входить до складу Спаського сільського поселення.

## Населення
Населення — 637 осіб (2010; 651 у 2002).
Національний склад (станом на 2002 рік):
- росіяни — 89 %